# Хлотар I
Хлотар I (фр. Clotaire Ier, близько 497 — 29 листопада 561) — король франків, правив у 511—561 роках, з династії Меровінгів. Молодший син короля Хлодвіга I і Клотільди Бургундської.

### Королівство Хлотара
У 511 році після смерті батька, Хлотар по розділу Франкського королівства між братами отримав Суассонське королівство, куди входила більша частина старих франкських володінь, землі між Соммою, Маасом і Північним морем (північ і північний схід Галлії), з містами Турне, Булонь, Аррас , Камбре, Нуайон, Лан і Суассон. До аквітанської частини його володінь, входив район по середній течії Дордонь, Базас і Ажен. Столицею Хлотара був Суассон.

### Походи в Бургундію і Тюрингію
У 523 році Хлотар разом з братами Хлодомиром, королем Орлеанського королівства, і Хільдебертом I, королем Паризького королівства, вирушив у військовий похід проти Бургундії. Їм вдалося полонити і стратити короля бургундів Сигізмунда. Після того як франкські королі пішли, брат Сигізмунда Годомар зібрав бургундів і відвоював королівство.
У 524 році брати знову пішли війною на Бургундію, цього разу об'єднавшись зі своїм зведеним братом Теодоріхом I, королем Австразії. Вони дійшли до долини Ізера, де бургунди дали їм бій в околицях Везеронса. Спочатку перевага була на боці франків, але потім Хлодомир, захопившись гонитвою, був оточений і страчений (25 липня 524 року). Після цієї битви Годомар, хоча і змушений був віддати області Дрому та Дюрансу, все ще продовжував правити своїми одноплемінниками.
Повернувшись в Суассон, Хлотар взяв у дружини вдову Хлодомера — Гунтеку Бургундську. Згодом, змовившись з Хільдебертом, він власноруч убив племінників, законних спадкоємців брата, і розділив між собою і Хільдебертом його землі. Хлотару відійшли Тур і Пуатьє, а також землі по нижній течії Луари.
У 531 році Хлотар спільно з Теодоріхом I вів війну з тюрингським королем Герменефредом. Брати завдали тюрингам нищівної поразки в битві на річці Унструт і захопили майже всю Тюрингію. Правда під час бойових дій Теодоріх спробував вбити Хлотара, але його змова провалився; брати посварились, і Хлотар поїхав додому.
Хлотар під час цього походу взяв у полон дочку тюрингського короля Бертахар Радегунда, якої на той час було 8 років. Він вирішив її виховати, а потім одружитися з нею. Радегунді було дано найкращу освіту. Потім у 538 році, всупереч бажанню Радегунди, її повінчали з королем Хлотарем, і вона стала дружиною ненависної нею людини. Вона всіляко ухилялася від своїх королівських обов'язків і, нарешті, після того як Хлотар підступно вбив її брата-заручника, використовуючи для цього злочинців, вона зважилася на втечу від короля. Єпископ Медар постриг її в черниці, і вона заснувала в Пуатьє дівочий монастир св. Хреста. Дійсно, Радегунда для свого часу, мабуть, була досить освіченою жінкою. І не випадково Фортунат, живучи в Пуатьє, де Радегунда заснувала монастир, часто проводив час в її товаристві та присвятив їй багато віршів, що оспівують її гідність, розум і благочестя.
Сам король Хлотар не відрізнявся особливим благочестям по відношенню до церкви, і навіть наказав усім церквам свого королівстві виплачувати скарбниці третю частину доходів (544 рік).
Близько 534 року Хлотар, Хільдеберт I і Теодоріх I вирушили в черговий похід на Бургундію. Цього разу їм вдалося остаточно розбити Годомара. Південна частина Бургундської держави між Валансьєном, Авіньйоном і Амбреном дісталася Хлотару, хоча повністю це джерелами не підтверджено.

### Ворожнеча з братами
Наприкінці 534 року помер Теодоріх. Хлотар і Хільдеберт мали намір скинути його сина і спадкоємця Теодеберта, але того захистила дружина, і план братів провалився. Пізніше Теодеберт і Хільдеберт об'єдналися проти Хлотара і пішли на нього війною, однак він сховався в лісі, де зробив оборонні засіки. Григорій Турський розповідає, що небо почуло молитви королеви-матері Клотільди, яка благала Святого Мартіна вберегти братів від ворожнечі, і того ранку, коли Теодеберт і Хільдеберт зібралися направити військо на Хлотара, вибухнула буря з градом і блискавкою, яка налякала коней і пошкодила намети в таборі. Злякавшись божого гніву, Теодеберт і Хільдеберт уклали з Хлотарем мир.
У 542 році Хлотар підтримав Хільдеберта в поході проти вестготів. Брати перетнули Піренеї і обложили Сарагосу, але вестготи дали франкам відсіч і ті змушені були відступити, захопивши, тим не менш, багату здобич.

### Приєднання земель Теодебальда і походи на саксів

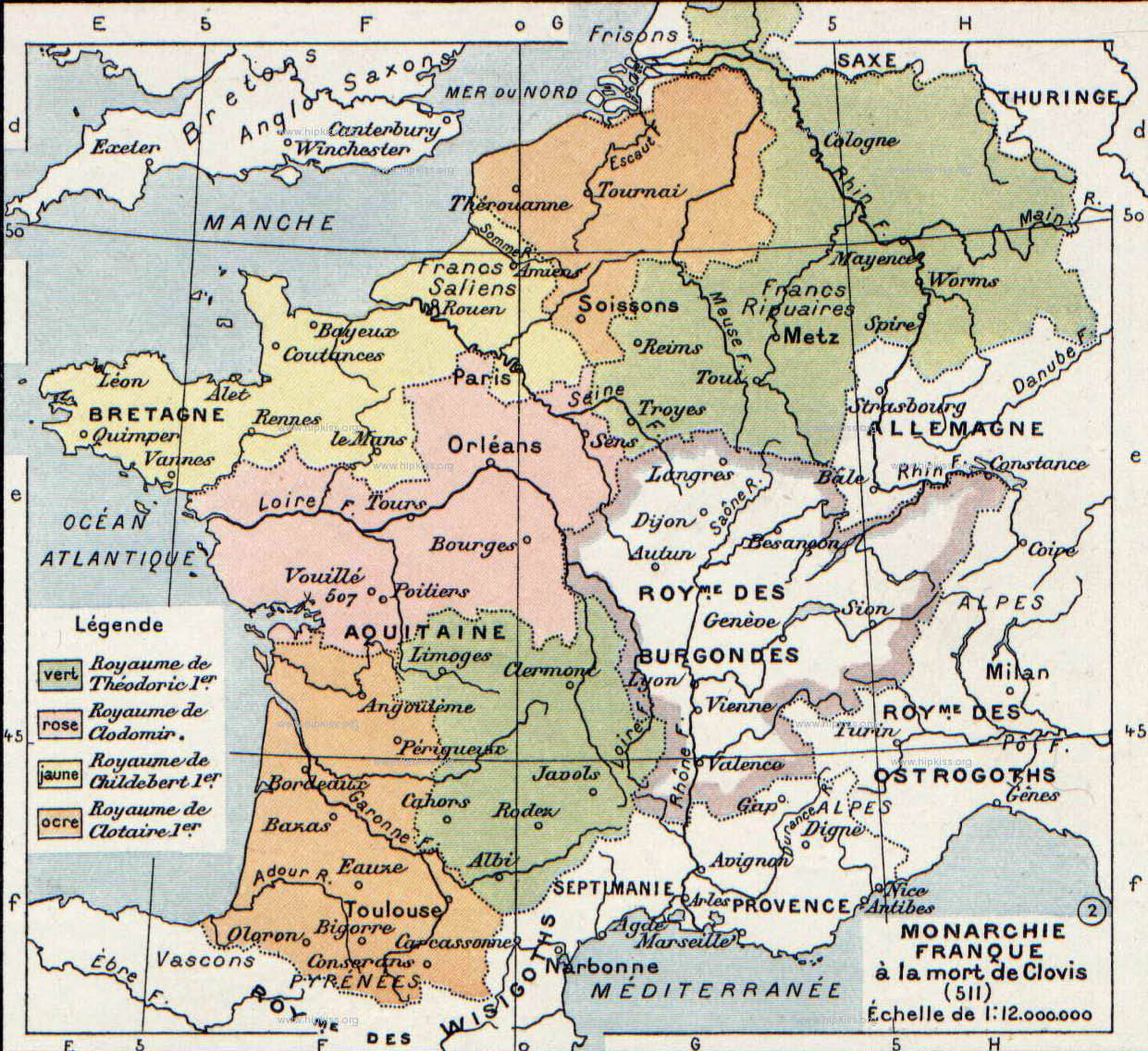
Поділ держави Хлодвіга I між синами у 511 році. Володіння Хлотара I позначені рожевим

У 555 році помер племінник Хлотара, Теодебальд, який правив у Австразії після смерті батька, короля Теодеберта. Хлотар приєднав його землі до своїх і одружився з вдовою Теодебальда, дочкою лангобардського короля Вахо Вульдетраде, але незабаром за наполяганням єпископів залишив дружину.
У тому ж році Хлотар придушив повстання саксів, своїх данників. У той час сакси не були організовані в державу, а жили громадами і населяли область на півночі Німеччини, на схід від Рейну і на захід від нижньої течії Ельби. І ось ці сакси, як стверджують, спонукувані Хільдебертом і, обурюючись на франків, вийшли зі своєї області, прийшли під франкську землю і розорили все до самого міста Дойц. Хлотар рушив війська проти них і знищив більшу їх частину. Тюрингія, яка зробила допомогу саксам, теж зазнала спустошення.
Потім, щоб вступити у формальні права володіння колишніми землями Теодебальда, Хлотар, дотримуючись німецького звичаю, вирушив об'їжджати нові володіння. Під час цієї поїздки до нього дійшли чутки, що сакси мають намір відмовитися платити данину. Згідно з «Хронікою Фредегара», щорічна данина саксів, яку Хлотар сам наклав на них, складалася з 500 корів. Хлотар змушений був провести проти них ще один похід. Коли він був недалеко від їх кордонів, сакси направили до нього послів з проханням про мир і обіцянкою платити колишню або навіть більшу данину. Хлотар однак, підбурюваний своїми воїнами, яких не задовольнив розмір видобутку, не послухав їхнє прохання і продовжив похід. Але коли зав'язалася битва, франки в ній зазнали повної поразки, і так багато було вбитих з тієї та іншої сторони, що абсолютно неможливо було ні визначити їх, ні порахувати. Тоді Хлотар попросив миру. Уклавши мир, він повернувся додому. Марій Аваншський також описав бій франків з саксами, він датує його 555 роком.

### Приєднання земель Хільдеберта і ворожнеча з сином
В останні роки життя різко погіршилися відносини між Хлотарем і його братом Хільдебертом. При тому, на бік свого дядька перейшов і син Хлотара Храмн. Хлотар послав його в Овернь, давши йому королівські повноваження і відповідний титул (555 рік. Попри те Храмн, перебуваючи в Клермоні, згідно з Григорієм Турським, зробив багато дурних вчинків. Він не любив того, хто міг дати йому хорошу і корисну пораду, а любив тільки нікчемних, аморальних молодих людей, яких він збирав навколо себе, він прислухався до їхніх порад і їм же наказував силою викрадати дочок у сенаторів. Храмн тут же почав плести інтриги проти батька, отримавши підтримку свого дядька Хільдеберта. Він приїхав до Парижа, уклав з Хільдебертом союз на вірність і любов й присягнувся в тому, що він самий найлютіший ворог своєму батькові. Храмн, що пристав до цього союзу, повернувся в Лімож і підпорядкував своїй владі ті землі в королівстві свого батька, які він раніше об'їхав. Також не забула скористатися нагодою і виступити проти франків частина Аквітанської знаті, яка була за Храмна, який створив те, що згодом отримало назву — «Перше Аквітанське королівство». Хлотар послав проти Храмна своїх синів Харіберта і Гунтрамна. Ті обложили Храмна в Ліможі, але Храмн сповістив через перебіжчиків братів про уявну смерть батька (якраз у той час Хлотарь вів війну з саксами). Брати зняли облогу і швидко повернулися в Бургундію. Храмн з військом вирушив слідом за ними, зайняв Шалон-на-Соні і розмістився біля фортеці Діжон. Однак взяти йому цю фортецю не вдалося. А Хільдеберт, до якого теж дійшли помилкові вісті про смерть Хлотара, захопив Реймський Шампань і дійшов до самого Реймса.
У 558 році помер Хільдеберт, не залишивши спадкоємців, і Хлотар заволодів його царством, об'єднавши, таким чином, усе Франкське королівство під своєю владою. Втративши союзника, Храмн подався у Бретань і сховався там зі своєю дружиною і дітьми у бретонського графа Хонобера.
У 560 році Хлотар здійснив похід у Бретань. Хонобер загинув у бою. Храмн вирушив до моря, де у нього були напоготові кораблі, але його наздогнали воїни свого батька. За наказом Хлотара, Храмн разом з дружиною і двома дочками був замкнений в одній хатині у Ваннете і спалений (грудень 560 року).

### Смерть
У 561 році Хлотар вирушив з численними дарами до могили блаженного Мартіна. Оскільки місто Тур за рік до цього постраждав від пожежі, і всі побудовані в ньому церкви перебували в запустінні. Незабаром за наказом короля Хлотаря була покрита оловом базиліка блаженного Мартіна і приведена в колишній прекрасний стан. Потім Хлотар повернувся в Брейн, свою улюблену резиденцію, і почав готуватися до великого осіннього полювання в Кюізькому лісі. Серед цих бурхливих занять, які вже не відповідали його віку, він захворів на гарячку і, наказавши перевезти себе в свій найближчий маєток в Комп'єнь, 29 листопада або 31 грудня 561 року помер, на 51-му році свого правління. Похований у базиліці блаженного Медара в Суассоні.

## Дружина та діти
- З 517 року — Інгунда (близько 499 — після 546), дочка Хлодомера II, короля Вормса, та Арнегунди Саксонської.
  - Гунтар
  - Хильдерик
  - Хариберт (близько 520—567), король Парижа
  - Гунтрамн (близько 525—592), король Бургундії
  - Хлодосвинта (527 — близько 567), дружина Альбоіна, короля лангобардів
  - Сигиберт (535—575), король Австразії
- З 523 року — Арнегунда близько 515 — близько 573), сестра Інгунди.
  - Хильперик (близько 539—584), король Суассона
  - Блитхильда
- З 525 — Гунтека Бургундська (490 — близько 532), вдова Хлодомира, брата Хлотаря
  - Гондебад
  - Готард
- З 538 рік — Радегунда (518/521 — 13 серпня 587), дочка Бертахара, короля Тюрингії. У віці восьми років Хлотар викрав Радегунду. Вона виросла і була вихована при його дворі. Потім Хлотар одружився з нею. Радегунда не корилася чоловіку і намагалася втекти після того, як Хлотар убив її брата, якого держав у неволі. Після спроби втечі, стала черницею, заснувала в Пуатьє жіночій монастир (абатство Сен-Круа) і жила там до самої смерті. Канонізована як Свята Радегунда.
- Хунзина
  - Храмн (? — грудень 560)
- З 555 року — Вульдетрада, вдова племінника Хлотара Теодебальда, друга дочка Вахо, короля лангобардів. Невдовзі Хлотар розлучився з нею за примусом церкви.

Також у Хлотара був син від невідомої коханки — Гундовальд.